# Schenkenfelden
Schenkenfelden är en ort och  kommun i Österrike. Den ligger i distriktet Urfahr-Umgebung i förbundslandet Oberösterreich,  150 kilometer väster om huvudstaden Wien. I norr har kommunen en kort gräns mot Tjeckien.
Kommunen består av sju orter (Ortschaften) (inom parentes invånarantal 1 januari 2024):

- Hinterkönigschlag (106)
- Lichtenstein (73)
- Liebenschlag (55)
- Schenkenfelden (1 235)
- Schild (47)
- Steinschild (63)
- Vorderkönigschlag (75)